# خالد الرویحی
خالد الرویحی (انگلیسی: Khalid Al Rowaihi; ۱۵ دسامبر ۱۹۷۲ – ۱۴ مارس ۱۹۹۳) یک بازیکن فوتبال اهل عربستان سعودی بود.
از باشگاه‌هایی که در آن بازی کرده‌است می‌توان به باشگاه فوتبال الوطنی عربستان سعودی و باشگاه فوتبال الاهلی عربستان سعودی اشاره کرد.
وی همچنین در تیم ملی فوتبال Saudi Arabia U-17 بازی کرده است.